# Joe Ledley
Joe Christopher Ledley (Cardiff, Gal·les, el 23 de gener de 1987) és un futbolista gal·lès. Juga de migcampista i el seu equip actual és el Crystal Palace de la Premier League.

## Inicis i carrera
Ledley va néixer a Cardiff, va créixer en la zona de Fairwater. Va escolaritzar-se en la Cantonian High School, on va ser capità de l'equip de futbol de l'escola. El seu quadre col·legial està penjat a l'escola en l'actualitat. Va jugar diversos esports quan era més jove, però sempre va voler ser futbolista.
Va créixer donant suport al Cardiff City FC i es va unir al planter del club als nou anys. Durant els seus últims anys com un aprenent que estava a càrrec de la neteja i després netejà les botes del capità Graham Kavanagh. Va continuar netejant-los durant diversos mesos després d'irrompre en el primer equip, això era perquè deixés de deixar-se portar pel seu nou càrrec.

## Clubs
| Club            | País       | Any            |
| --------------- | ---------- | -------------- |
| Cardiff City FC | Gal·les    | 2004 - 2010    |
| Celtic FC       | Escòcia    | 2010 - 2014    |
| Crystal Palace  | Anglaterra | 2014 - Present |

## Selecció nacional
Des del seu debut amb la selecció sub-21 en la temporada 2004/05 del Cardiff City, Ledley ha estat un membre important de la selecció gal·lesa.

### Gols internacionals
| #  | Data                   | Lloc                   | Oponent    | Gol   | Resultat | Competició              |
| -- | ---------------------- | ---------------------- | ---------- | ----- | -------- | ----------------------- |
| 1. | 17 d'octubre de 2007   | Serravalle, San Marino | San Marino | 2 – 0 | 2 – 1    | Eliminatòries Euro 2008 |
| 2. | 10 de setembre de 2008 | Moscou, Rússia         | Rússia     | 1 – 1 | 1 – 2    | Eliminatòries 2010      |
| 3. | 11 d'agost de 2010     | Llanelli, Gal·les      | Luxemburg  | 2 – 1 | 5 – 1    | Amistós                 |

## Palmarès

### Campionats nacionals
| Títol                   | Club   | País    | Any     |
| ----------------------- | ------ | ------- | ------- |
| Scottish Premier League | Celtic | Escòcia | 2011/12 |
| Copa d'Escòcia          | Celtic | Escòcia | 2011    |